# Rio Unhais
Rio Unhais é um rio de Portugal. Nasce na Serra da Cebola, na freguesia de Unhais-O-Velho, banha a vila da Pampilhosa da Serra e é um dos afluentes do Rio Zêzere. O Rio Unhais desagua no Rio Zêzere perto da Barragem do Cabril onde a confluência dos dois rios forma a Ilha dos Padrões.
O Rio Unhais tem a particularidade de receber na Barragem da Santa Luzia águas provenientes da Barragem do Alto Ceira, através de um canal a céu aberto e em túnel, no que constitui um transvase entre as bacias hidrográficas dos rios Mondego e Tejo.

## Afluentes
O seu principal afluente é a Ribeira de Mega